# Erich Frommhagen
Erich Frommhagen, né le 27 février 1912 à Salzwedel et mort le 17 mars 1945 à Székesfehérvár, était un soldat SS au camp d'Auschwitz, et adjudant du commandant, SS-Obersturmbannführer.

## Biographie
En mai 1933 il devient membre de la SS avec le numéro 73754 et en mai 1937 il devient membre de le NSDAP avec le numéro 4330301.
Après le début de la Seconde Guerre mondiale, il devient commandant de compagnie dans un régiment d'infanterie de la SS Totenkopf. En septembre 1940, il sert au camp de concentration à Auschwitz, il succède à Josef Kramer, il sert du 1er novembre 1940 au 1er novembre 1941, il sert comme aide de commandant du camp Rudolf Höß. En 1941, il devient adjoint au commandant du camp dans le camp de concentration de Neuengamme.
Vers la fin de la guerre il meurt au combat en Hongrie.